# Pohulanka (hromada Lubieszów)
Pohulanka (ukr. Погулянка) – wieś na Ukrainie w obwodzie wołyńskim, w rejonie kamieńskim. W 2001 r. liczyła 565 mieszkańców.
Do 2020 w rejonie lubieszowskim. 